# چرخاب اطلس جنوبی

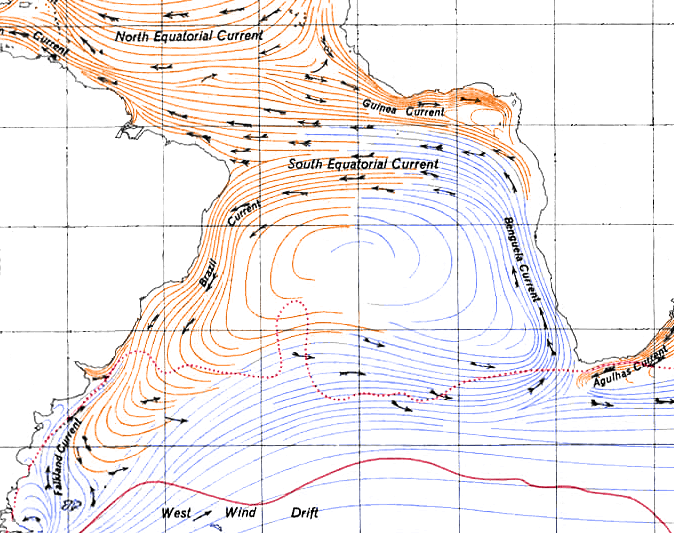
چرخاب اطلس جنوبی

چرخاب اطلس جنوبی (به انگلیسی: South Atlantic Gyre)، در اقیانوس اطلس قرار گرفته است و یکی از پنج چرخاب اصلی می‌باشد.
این چرخاب از چهار جریان تشکیل شده است:
- جریان برزیل در غرب
- جریان استوایی شمالی در شمال
- جریان بنگولا در شرق
- جریان پیراقطبی جنوبگان در جنوب